# Conops rondanii
Conops rondanii är en tvåvingeart som beskrevs av Mario Bezzi 1901. Conops rondanii ingår i släktet Conops och familjen stekelflugor. Inga underarter finns listade i Catalogue of Life.